# تمنراست

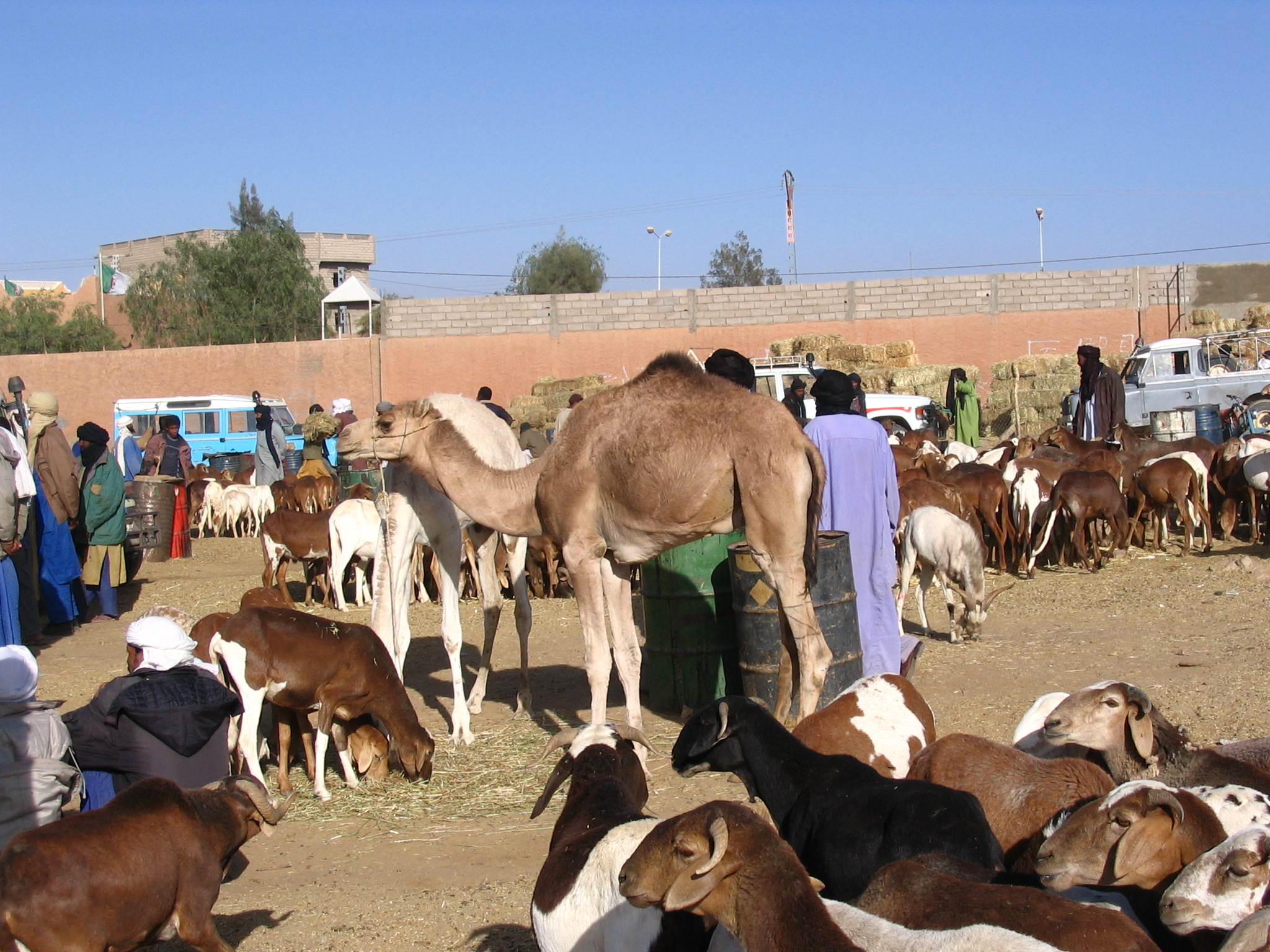
فروش دام در بازار تمنراست.

تَمَنراسِت شهری است در کشور الجزایر. این شهر مرکز بخشی است به همین نام در شهرستان تَمَنراسِت در استان تَمَنراسِت.
تمنراست که در ۲۰۰۰ کیلومتری جنوب الجزیره و در کوهستان هَقّار قرار گرفته شهری است واحهای.
تمنراست مرکز استان تمنراست و بزرگ‌ترین شهر طوارق‌نشین به‌شمار می‌آید. بایگانی‌شده  در ۲۷ سپتامبر ۲۰۰۷ توسط Wayback Machine
مساحت این شهر ۵۵۷٬۹۰۶ کیلومتر مربع، جمعیت آن ۱۲۰ هزار نفر و سال بنیاد آن ۱۹۰۳ میلادی است. بیشتر باشندگان آن از مردم طوارق هستند.
دژ نظامی لَپِرین که از ساخته‌های اروپائیان است در پیرامون این شهر قرار گرفته‌است. از نقاط دیگر معروف آن مهمان‌سرای تاهات است که از استراحتگاه‌های مهم جهانگردان اروپایی پیش از گذر از صحرای بزرگ بود. تا پیش از آغاز جنگ داخلی الجزایر تمنراست مهم‌ترین شهر سرراهی برای جهانگردان صحرانورد بود. بایگانی‌شده  در ۲۷ سپتامبر ۲۰۰۷ توسط Wayback Machine